# Nacional-anarquismo

A Estrela do Nacional-Anarquismo

Nacional-anarquismo é uma ideologia política racista, nacionalista, ultraconservadora e de extrema-direita, com origens no fascismo, que enfatiza a centralidade da identidade étnica ou tribal. Os Nacional-anarquistas possuem uma visão de implantação de seu sistema econômico sob um prisma escatológico onde comunidades tribais autônomas amparadas por um elo cultural floresceriam.
O termo nacional-anarquismo data de 1920. Porém, foi modificado e reavivado em meados dos anos 1990, por Troy Southgate, que defende uma síntese entre as ideias da Revolução Conservadora, do Perenialismo, da Terceira Posição e da Nouvelle Droite, com várias escolas de pensamento anarquista. Troy Southgate argumenta que o nacional-anarquismo pertence a uma via política sincrética que estaria além da tradicional dicotomia entre esquerda e direita, argumentando que deveriam ser classificados por um novo paradigma que utilizasse as categorias de "centralizado" e "descentralizado".

## Relações com outros movimentos
Para autores como Hayden White, o nacionalismo e o anarquismo cruzam as suas propostas quando no caso do nacionalismo se propõe a buscar uma história genética ao procurar as origens da nação como justificativa de um Estado nacional e no caso do anarquismo quando idealiza uma sociedade pré-estatal.